# Henry Hughes (Regisseur)
Henry Hughes (* 1983/1984) ist ein US-amerikanischer Filmemacher.

## Leben
Hughes entstammt einer Kriegsveteranen-Familie, die seit der Besiedlung Amerikas durch die Briten als Soldaten diente. Zu den Vorfahren Hughes’ gehört Timothy Matlack, der als Schreiber den Rohentwurf der Unabhängigkeitserklärung der Vereinigten Staaten niederschrieb. Hughes Vater war ein Oberst in der Armee, während seine Mutter den Rang eines Hauptmanns hatte. Hughes wuchs in den Vereinigten Staaten, darunter in Texas, Kentucky und Georgia, sowie in  Europa – darunter in Deutschland – auf.
Hughes studierte bis 2006 Film am College of Communication der Boston University, das er mit einem Bachelorabschluss beendete. Sein Regiedebüt wurde der Spielfilm Abandoned, den er während seines Studiums mit Kommilitone Mitchell Sandler drehte. Der Film wurde 2006 im Rahmen des Redstone Film Festivals gezeigt. Hughes ging anschließend zum Militär und wurde Fallschirmjäger in der 173. US-Luftlandebrigade. Im Alter von 22 und 24 Jahren nahm er an Gefechten in Afghanistan teil; insgesamt diente er fünf Jahre in der U.S. Army.
Nach Ende seiner Militärzeit studierte Hughes Regie am American Film Institute. In dieser Zeit wurde ihm über das National Mentoring Program  der Veteranenorganisation American Corporate Partners als Mentor George Lucas vermittelt, der ihn auf seinen ersten Schritten im Filmgeschäft beriet. Hughes’ Abschlussfilm für den Master of Fine Arts war 2015 Day One, der im Afghanistankrieg spielt und auf einer wahren Begebenheit basiert. Day One wurde 2016 für einen Oscar in der Kategorie Bester Kurzfilm nominiert.
Hughes ist verheiratet; er lebt in Los Angeles.

## Auszeichnungen (Auswahl)
- 2015: Goldmedaille, Student Academy Awards, für Day One
- 2015: Kurzfilmpreis, BAFTA/LA Student Film Awards, für Day One
- 2016: Oscarnominierung, Bester Kurzfilm, für Day One